# NGC 5516
NGC 5516 é uma galáxia elíptica (E-S0) localizada na direcção da constelação de Centaurus. Possui uma declinação de -48° 06' 53" e uma ascensão recta de 14 horas, 15 minutos e 54,6 segundos.
A galáxia NGC 5516 foi descoberta em 1 de Julho de 1834 por John Herschel.